# Xã Rome, Quận Lawrence, Ohio
Xã Rome (tiếng Anh: Rome Township) là một xã thuộc quận Lawrence, tiểu bang Ohio, Hoa Kỳ. Năm 2010, dân số của xã này là 8.892 người.